# Princes of the Universe
«Princes of the Universe» (с англ. — «Принцы Вселенной») — песня английской рок-группы Queen из альбома A Kind of Magic, вышедшего в 1986 году. Написана солистом группы и композитором Фредди Меркьюри. Используется в фильме «Горец» и в начальных титрах телесериала «Горец».

## Участники записи
Queen:
- Фредди Меркьюри — вокал, бэк-вокал, фортепиано, синтезатор
- Брайан Мэй — гитара, бэк-вокал
- Джон Дикон — бас-гитара
- Роджер Тейлор — ударные, бэк-вокал

Технический персонал:
- Райнхольд Мак — звукоинженер[4]

## Клип
В клипе были использованы кадры из фильма «Горец», декорации выполнены в виде его финальной сцены. В съёмках под руководством режиссёра Рассела Малкэхи помимо музыкантов группы участвовал также актёр Кристофер Ламберт.